# Vila Nova de Fronteira
Vila Nova de Fronteira é uma vila moçambicana do distrito de Mutarara, localizado na província de Tete. Encontra-se na Fronteira Malawi-Moçambique, em frente da cidade de Marka (no Maláui).
Nesta vila está um dos postos de travessia do país com permissão para concessão de vistos de fronteira.
Nesta localidade está uma das mais importantes estações ferroviárias do país, que serve ao Caminho de Ferro de Sena, que liga Vila Nova de Fronteira à cidade de Marka, no Maláui, e à vila moçambicana de Nhamayabué. Igualmente está a conexão rodoviária entre as estradas N300 (Moçambique) e N1 (Maláui).